# Dagmar von Hoff
Dagmar von Hoff (* 1956 in Hamburg) ist eine deutsche Literaturwissenschaftlerin.

## Leben
Dagmar von Hoff studierte von 1975 bis 1980 Germanistik, Politische Wissenschaften, Psychologie und Erziehungswissenschaften an der Universität Hamburg; I. Staatsexamen (1980) und II. Staatsexamen (1987) nach der Phase des Referendariats für das Lehramt an Gymnasien in Hamburg. Sie erhielt ein Promotionsstipendium des Evangelischen Studienwerks e. V. (Haus Villigst) von 1981 bis 1984. 1988 promovierte sie mit der Dissertationsschrift „Dramen des Weiblichen. Deutsche Dramatikerinnen um 1800“ an der Universität Hamburg. Als Lektorin des Deutschen Akademischen Auslandsdienstes (DAAD) war sie von 1988 bis 1990 an der Universidade Clássica de Lisboa in Portugal tätig. Danach hatte sie von 1990 bis 1993 verschiedene Funktionen im Bereich Public Relations inne; als Pressesprecherin des Wissenschaftssenators und II. Bürgermeisters der Freien und Hansestadt Hamburg Prof. Dr. Ingo von Münch, als Kulturreferentin im Planungsstab der Senatskanzlei der Freien und Hansestadt Hamburg und als Wissenschaftliche Leiterin des Bereichs Öffentlichkeitsarbeit im Hamburger Institut für Sozialforschung (Direktor: Prof. Dr. Jan Philipp Reemtsma). Von 1993 bis 1999 war sie als Wissenschaftliche Assistentin an der Universität Hamburg und dann von 2000 bis 2002 als Wissenschaftliche Mitarbeiterin an der Universität Hannover tätig. Sie habilitierte sich 2002 an der Humboldt-Universität zu Berlin mit ihrer Habilitationsschrift „Familiengeheimnisse. Rückkehr der Inzestthematik in Literatur und Film der Gegenwart“; 2003 wurde ihr die Lehrbefugnis für das Fach „Neuere deutsche Literatur“ verliehen. Seit 2002 hatte sie eine Professur-Vertretung für „Neuere deutsche Literatur im medialen Kontext“ an der Universität Hannover. Zum Sommersemester 2005 wurde sie als Universitätsprofessorin an die Johannes Gutenberg-Universität Mainz für den Bereich „Germanistische Medienwissenschaften und Ästhetik der textorientierten Medien“ berufen, emeritiert 2022. Zahlreiche Gastdozenturen in den USA (Smith College, Massachusetts), Argentinien (Buenos Aires), Brasilien (São Paulo), Portugal (Lissabon, Coimbra) und Polen (Bydgoszcz). 2015 wurde ihr die Casimirus-Magnus-Medaille durch die Kazimierz-Wielki-Universität Bydgoszcz (Polen) verliehen. Zu ihren Forschungsschwerpunkten gehören die Neuere deutsche Literaturgeschichte und dabei insbesondere Untersuchungen zu Gewaltdiskursen, Trauma und Postmemory, aber auch Transnational Periodical Cultures sowie Film Studies.

## Schriften (Auswahl)
- Periodical Studies Today. Multidisciplinary Analyses. Herausgegeben von Jutta Ernst, Dagmar von Hoff, Oliver Scheiding. Leiden, Boston: Brill 2022.
- Literarisierungen von Gewalt. Beiträge zur deutschsprachigen Literatur. Herausgegeben von Dagmar von Hoff / Brigitte E. Jirku, Lena Wetenkamp. Berlin: Peter Lang 2018.
- Visualisierungen von Gewalt. Beiträge zu Film, Theater und Literatur. Herausgegeben von Dagmar von Hoff, Brigitte E. Jirku, Lena Wetenkamp. Berlin: Peter Lang 2018.
- Einschnitte. Signaturen der Gewalt in textorientierten Medien. Herausgegeben von Dagmar von Hoff, Brigitte E. Jirku, António Sousa Ribeiro und Simonetta Sanna. Würzburg: Königshausen und Neumann 2016.
- Mediale Ambivalenzen/Ambivalente Medien. Herausgegeben und mit einem Vorwort versehen von Dagmar von Hoff. Frankfurt a. M.: Peter Lang 2016.
- Poetiken des Auf- und Umbruchs. Herausgegeben und mit einem Vorwort versehen von Dagmar von Hoff, Monika Szczepaniak und Lena Wetenkamp. Frankfurt a. M.: Peter Lang 2013.
- Medien. Erzählen. Gesellschaft. Transmediales Erzählen im Zeitalter der Medienkonvergenz. Herausgegeben von Dagmar von Hoff, Matthias Krings und Karl Nikolaus Renner: Berlin: De Gruyter 2013.
- Zwischen Medien/Zwischen Kulturen. Poetiken des Übergangs in philologischer, filmischer und kulturwissenschaftlicher Perspektive. Herausgegeben von Dagmar von Hoff und Teresa Seruya: München: Martin Meidenbauer 2011.
- Identität und Gender. Aspekte medialer Verwandlungen. Herausgegeben von Dagmar von Hoff und Anett Holzheid: München: Martin Meidenbauer 2010.
- Intermedialität, Mediengeschichte, Medientransfer. Zu Georg Büchners Parallelprojekten ‚Woyzeck‘ und ‚Leonce und Lena‘. München / New York: Martin Meidenbauer 2008. [zusammen mit Ariane Martin]
- Textprofile intermedial. Herausgegeben von Dagmar von Hoff und Bernhard Spies: München: Martin Meidenbauer 2008.
- Familiengeheimnisse. Inzest in Literatur und Film der Gegenwart. Köln / Weimar / Wien: Böhlau 2003.
- Dramen des Weiblichen. Deutsche Dramatikerinnen um 1800. Opladen: Westdeutscher Verlag 1989.